# Majdan Graniczny
Majdan Graniczny, Majdan Pograniczny, Majdanik (ukr. Майдан Граничний) – część wsi Tłumaczyk na Ukrainie, w obwodzie iwanofrankiwskim, w rejonie nadwórniańskim. Dawniej samodzielna miejscowość.
Dawniej był przysiółek Majdanu Średniego, w II RP w powiecie nadwórniańskim województwa stanisławowskiego. 15 czerwca 1934 odłączono go od Majdanu Średniego i włączono do powiatu kołomyjskiego. 5 września 1934 Majdan Graniczny utworzył gromadę w nowo utworzonej gminie Tłumaczyk.
Po II wojnie światowej włączony do ZSRR.